# Albert Herring

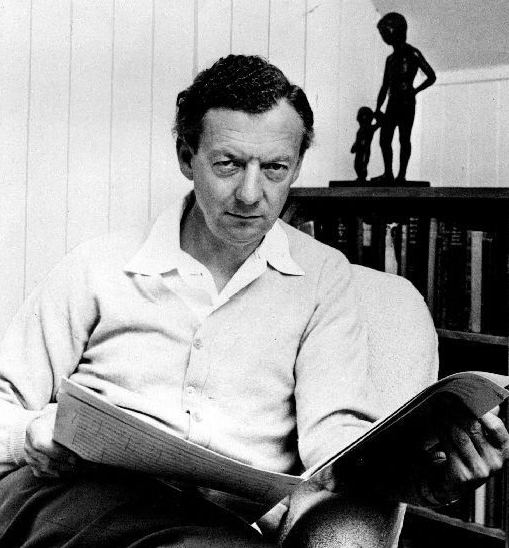
Benjamin Britten

Albert Herring är en komisk opera i tre akter med musik av Benjamin Britten. Librettot av Eric Crozier bygger på Guy de Maupassants berättelse Le Rosier de Madame Husson. Äldre svensk titel: Majgreven.

## Historia
Britten började arbeta på Albert Herring år 1946 som en pendang till den mer tragiska operan The Rape of Lucretia, och han tonsatte båda verken för samma intima kammarmusikensemble på 12 musiker. Det var librettisten Crozier som föreslog en komisk opera baserad på Maupassants novell. Britten gillade idén, särskilt då han såg hur lätt handlingen kunde överföras från Maupassants Frankrike till hans egen hembygd i östra Suffolk. Även Crozier var väl förtrogen med livet i Suffolk då hans farfar hade haft lanthandel där och Crozier hade hjälpt till bakom disken. Det finns en koppling till Brittens stora opera Peter Grimes, om dock en mer komisk aspekt, på det sätt som småstadsmänniskor behandlar en utomstående. Efter de tidigare operornas kärva musikfilosofi förvånade Britten samtiden med denna opera om lantlivets till synes mer triviala problem.
Stora delar av operan komponerades i Schweiz där Britten tillbringade en månad i början av 1947. Till en början engagerades regissören Carl Ebert att sätta upp operan men efter att ha lyssnat igenom en pianorepetition avsade han sig uppdraget, då han inte gillade att det drevs med moderns sorg i sista akten. Koreografen Frederick Ashton åtog sig då uppgiften. 

### Uppförandehistorik
Operan uruppfördes den 20 juni 1947 i Glyndebourne under musikalisk ledning av Britten och med Brittens livspartner Peter Pears i rollen som Albert Herring. Förhållandet mellan John Christie, chefen för Musikfestivalen i Glyndebourne, och Britten hade avsevärt försämrats med tiden och på premiärkvällen hälsade Christie sina gäster med orden: "Detta är egentligen inte VÅR sorts musik förstår ni." Publiken gillade operan men kritiken var blandad, trots detta blev operan snabbt populär utanför Storbritannien. 1949 turnerade Britten med operan och gav tio föreställningar i Oslo och Köpenhamn mellan den 12-23 september.
Den svenska premiären ägde rum på Stora Teatern, Göteborg den 9 april 1951. På Stockholmsoperan sattes den upp med premiär på Södra Teatern den 23 januari  1972.

### Aldeburgh Festival
På hösten 1947 for Britten på turné med operan tillsammans med ensemblen English Opera Group (EOG). De besökte Haag, Amsterdam och Luzern. Trots att turné var sponsrad av Brittiska exportrådet var kostnaderna för transporter skyhöga. Även idén med att åka utomlands för att få spela inhemska verk kändes absurd för de inblandade. Det var Peter Pears som kom med förslaget: "Varför gör vi inte en egen festival hemma i Aldeburgh? Varför måste vi åka till Schweiz för att spela Albert Herring? Varför kan vi inte uppföra den i Aldeburgh?" Britten och Pears hade bott i den lilla kuststaden Aldeburgh i Östangeln sedan 1942. Att förlägga en musikfestival dit var ett djärvt förslag då staden saknade bra vägar från och till London. Redan den 27 oktober 1947 hölls det första mötet i den nyinstiftade styrelsen och året därpå kunde den första festivalen hållas mellan 5 och 13 juni i Aldeburgh Jubilee Hall (bara ett stenkast från Brittens hus på Crabbe Street).

## Om operan
Historien berättas av tretton sångsolister, inklusive barnrollerna, och de tidigare nämnda 12 orkestermusiker. Librettisten Crozier var noga att tillgodose Britten med åtskilliga tillfällen till parodier, och varje karaktär åtföljs åtminstone en gång av någon form av musikaliskt citat. Brittens virtuosa tonsättarkonst, hans mästerliga förmåga att fånga de mest skilda vokalensembler och hans fantasifulla parodikonst känner här inga gränser. Liksom The Rape of Lucretia är Albert Herring en spegelbild av Peter Grimes med ett annat slut. En utstött särling tvingas välja mellan borgerlig konvention och bohemisk livsföring, och väljer det senare. Precis som Grimes dras mellan Staden och havet, Lucretia mellan respektabelt hemliv och Tarquinius sexuella magnetism, slits Albert Herring mellan två sociala världar återspeglande i musiken. Societeten i Loxford är åter igen Staden - gammaldags, stel, reaktionär och tillbakablickande; musikaliskt sett oförmögen att uttrycka sig utan att hemfalla åt klichéer. Allt som sjungs av dess medlemmar blir till pastischer som speglar deras sociala klass. Kyrkohederns musik speglar den Viktorianska tidens hymntradition och dialektidiom från landsbygden, medan Miss Wordsworth karikeras genom den allra grövsta form av balladtradition. Lady Billows är oerhört pompös och hennes musik pendlar mellan barockens grandiosa operatradition till det patriotiska flaggviftandets chauvinism hos Hubert Parry och Edward Elgar. 
Mot dessa förlegade karaktärer ställs två grupper av "fria" människor: bybarnen (vars musik präglas av traditionella ramsor och enkla rytmer) och det älskande paret Sid och Nancy vars musik påminner om barnens lekande rytmer men med mer mognad och erotiska undertoner. Albert, som står mellan dessa grupper, saknar fullständigt någon musikalisk personalitet. Han återspeglar karaktären hos den person som han för tillfället umgås med. Dessutom är han hunsad av sin kycklingmamma till mor, vars musik just precis framställs så - en hönas envisa hackande. Britten gjorde här en svidande karikatyr av sin egen mors behandling av honom, och av Alberts oförmåga att klippa av navelsträngen. 
Loxfordsfolket och bybarnen/älskande paret kännetecknas också av ljudeffekter. Lady Billows pompösa yttranden och Majdagskommittéens överläggningar avbryts ideligen av klockklang. Dess två "ko-ko"-noter ingår i det stora treklangsmotiv ("May King, May King") som dominerar operan. Loxfordsfolket styrs av tiden och av klockan. Då Sid ber Nancy om ett kärleksmöte sätts det likhetstecken mellan klockan och den värld från vilken de önskar fly ifrån: "Come along, darling, come follow me quick!/ Time is racing us round the clock, / Ticking and tocking our evening away." När Albert beslutar sig för att bryta upp säger han till sig själv: "The clock begins its rusty whirr, / Catches its breath to strike the hour / And offers me a final choice."
Liksom klockan står för förtryck symboliserar visslingen friheten. I mellanspelet mellan första och andra scenen tonar Lady Billows pompösa kommittémusik ut till förmån för en gatpojkes retsamma vissling - allt tonsatt av Britten medelst stråkarnas höga register. När Sid senare i operan uppvaktar Nancy är det i form av visslingar utanför hennes fönster, och när Albert har bestämt sig för att rymma är det första han gör att imitera Sids sätt att vissla. Precis som Loxfordsfolkets klockklang understryker musiken för deras yttranden, på samma sätt understryker visslingen (i en uppåtgående stråkglissando) Sids invitation till Nancy: "Have a nice peach?" Britten utforskar fruktens erotiska antydningar i operan, inte bara persikorna ("You can bring them tonight, and we'll each tak a bite", sjunger Sid till Nancy) utan även äpplena som barnen stjäl från Alberts affär som ett eko från Syndafallet. När Albert dricker Sids spetsade "trolldryck" , citerar Britten Tristanackordet från Wagners opera Tristan och Isolde, och när poliskommissarien sjunger om våldsbrott, hör man orkestern spela Lucretiamotivet från Brittens tidigare kammaropera The Rape of Lucretia. I recitativen är Britten mycket spirituell, han skriver polyfont så att rollgestalterna ofta sjunger samtidigt och de använder sig av sitt eget idiom. Därigenom uppstår recitativensembler, vilket ger stycket en sprudlande livlighet.

### Rollkaraktärernas ursprung
- Namnet Albert Herring hämtades från en grönsakshandlare i Tunstall nära Snape i östra England.
- Lady Billows efternamn (operans version av Maupassants Madame Husson) kom från Lionel Billows, brittisk konsul i Schweiz som organiserade turnén med The Rape of Lucretia i Nederländerna. Lady Billows karaktär var delvis byggd på Elizabeth Welfords (hon var syster till Benjamin Britten) svärmor, som var en slags självutnämnd härskarinna i byn Peasenhall i Suffolk, och delvis byggd på sångerskan Joan Cross som sjöng rollen vid premiären.
- Florence, Lady Billows hushållerska var namnet på Joan Cross egen hushållerska.
- Kyrkohedern Gedge hade samma namn som den Londonpräst som hade tipsat Britten om Leonard Thompson, som spelade Peter Grimes lärling i operan Peter Grimes.
- Harold Wood, ett av barnen i byn, är namnet på en järnvägsstation.
- Cissie Woodger, ett annat barn, var namnet på en flicka av vilken Britten en gång hade köpt en konsertbiljett.
- Den fiktiva plats där operan utspelas: Loxford är en omändring av Yoxford som ligger mellan Snape och Peasenhall.
- Nancy, bagarens dotter, hämtade namn och karaktär från Nancy Evans som hade sjungit i The Rape of Lucretia.[4]

## Roller
- Lady Billows, gammal despot (sopran)
- Florence Pike, hennes hushållerska (alt)
- Miss Wordsworth, lärarinna i söndagsskolan (sopran)
- Mr. Gedge, kyrkoherde (baryton)
- Mr. Upfold, borgmästare (tenor)
- Polismästare Budd (basstämma)
- Sid, slaktardräng (baryton)
- Nancy, bageribiträde (mezzosopran)
- Mrs. Herring, Alberts mor och ägare av grönsakshandeln (mezzosopran)
- Albert Herring, hennes son (tenor)
- Emmie (sopran)
- Cissie Woodger (sopran)
- Harold Wood (gossröst)

## Handling
Operan utspelar sig i småstaden Loxford i östra Suffolk, England under april och maj 1900.

### Akt I
Stadens honoratiores skall välja en majdrottning. Men i hela Loxford går det inte att uppbringa en enda flicka som är tillräckligt sedesam för att uppfylla de krav som lady Billows har ställt. Poliskommissarie Budd föreslår Albert Herring, en kysk, sedesam yngling som är strängt hållen av modern.
I mrs Herrings grönsaksaffär driver slaktargesällen Sid med grönsaksförsäljaren Albert. Han skrävlar om vilken glädje det är att jaga och flirta med Nancy. Då tillkännager festkommittén Alberts utmaning till majgreve. När Albert försöker motsätta sig detta, talas han tillrätta av modern. Lady Billows har nämligen utlovat 20 pund i guld till den utvalden.

### Akt II
Miss Wordsworth övar tillsammans med barnen en hälsningssång till majgreven. Sid spetsar den för Albert avsedda lemonaden med en rejäl skvätt rom. Miss Wordsworth håller ett patriotiskt tal till majgreven, men eftersom sidorna till hennes manuskript har hamnat fel kommer fraserna i oordning. (Britten parodierar här en rad välkända patriotiska engelska sånger.) Albert är alldeles för blyg för att svara, men dricker ur lemonaden. (Orkestern kommenterar med en fantasi över Tristanackordet, symbolen för en trolldryck som utplånar allt förnuft och alla hämningar.)
Den berusade Albert återvänder till butiken och är fast besluten att äntligen sätta sig upp mot sin mor. Men när Sid och Nancy passerar förbi, lämnar han butiken. Mrs Herring finner butiken tom.

### Akt III
Alla tycker synd om Albert. När någon för med sig majkronan av apelsinblom, som hittats på gatan överkörd av en bil, tror mrs Herring att hennes son är död. Hon klagar högljutt. Då dyker Albert upp och berättar vilken glädje det skänker att festa natten igenom. Stadens honoratiores vänder sig bort från skyddslingen. Det är bara Sid och Nancy som hyllar den äntligen frigjorde Albert.

## Inspelningar (urval)
- Albert Herring. John Graham-Hall, Patricia Kerns, Patricia Johnson, Felicity Palmer. Glyndebourne Choir. London Philharmonic Orchestra. Bernard Haitink, dirigent. Warner DVD 5046 78790-2.
- Albert Herring. Pears, Cross, Parr, Kraus, Ashton, Evans, Lawson. English Opera Group. Kompositören dirigent. Nimbus NI 5824/6. 3 cd. Inspelad 1949.[5]